# Herman IV van Weimar-Orlamünde
Herman IV van Weimar-Orlamünde (overleden in 1319) was van 1285 tot 1319 graaf van Weimar. Hij behoorde tot het huis Ascaniërs.

## Levensloop
Herman IV was de tweede zoon van graaf Otto III van Weimar-Orlamünde en Agnes van Truhendingen. Na de dood van zijn vader in 1285 erfde hij samen met zijn oudere broer Otto IV het graafschap Weimar. Beide broers bleven het graafschap gezamenlijk regeren tot aan Otto's dood in 1318. Daarna regeerde Herman samen met zijn neef Otto VI tot aan zijn eigen dood in 1319. 
Hij werd begraven in de Elisabethkapel van Naumburg

## Huwelijk en nakomelingen
In 1290 huwde Herman IV met Mechtildis (overleden na 1339), dochter van graaf Frederik van Rabenswalde. Ze kregen negen kinderen:
- Herman V (overleden voor 1313)
- Frederik I (overleden in 1365), graaf van Weimar
- Mechtildis (overleden in 1332), huwde met graaf Diederik van Hohnstein
- Agnes (overleden voor 1320), huwde met heer Hendrik van Blankenhain
- Sophia, huwde met graaf Frederik van Beichlingen
- Herman VI (overleden in 1372), titulair graaf van Weimar
- Elisabeth, huwde met graaf Hendrik VIII van Regenstein
- Otto VIII (overleden in 1334)
- Johan, commandeur van de Duitse Orde in Weimar